# Sergey Semyonovich Biryuzov
Sergey Semyonovich Biryuzov (tiếng Nga: Серге́й Семёнович Бирюзо́в) (21/8/1904-19/10/1964) là một nhà quân sự nổi tiếng của Liên Xô. Ông được phong hàm Nguyên soái Liên Xô, và từng giữ cương vị Tổng Tham mưu trưởng Quân đội Liên Xô.
Biryuzov sinh ở Skopin, tỉnh Ryazan. Năm 1926, ông gia nhập Đảng Cộng sản Liên Xô, tham gia Hồng quân Liên Xô và được thăng dần lên tiểu đoàn trưởng trước khi được cử đi học tại Học viện Quân sự Frunze từ năm 1934 đến năm 1937. Ra trường, ông được cử làm tham mưu trưởng một sư đoàn súng trường. Năm 1939, ông trở thành Trưởng ban tác chiến Bộ tham mưu Quân khu Kharkov. Nhưng đến tháng 8/1939, ông lại được cử làm sư đoàn trưởng sư đoàn súng trường số 132.
Biryuzov chỉ huy sư đoàn nói trên suốt 3 năm. Đây là một sư đoàn thuộc Phương diện quân Tây Nam và Phương diện quân Bryansk. Biriuzov là một sư đoàn trưởng giỏi, và thường chỉ huy sư đoàn giành chiến thắng. Trong năm đầu tiên của Chiến dịch Barbarossa (1941), Biryuzov đã 5 lần bị thương trong đó 2 lần khá nặng. Tháng 4/1942, ông được cử làm Tham mưu trưởng Tập đoàn quân số 48, thuộc Phương diện quân Bryansk. Đến tháng 11/1942, ông chuyển sang làm tham mưu trưởng Tập đoàn quân Cận vệ số 2. Ông đã góp phần giúp tập đoàn quân hùng mạnh này đè bẹp tập đoàn quân số 6 của Đức trong Chiến dịch Sao Thổ khi quân Đức bị đánh bại trong Trận Stalingrad.
Tháng 4/1943, ông trở thành Tham mưu trưởng Phương diện quân Nam của Hồng quân Liên Xô, và trở thành trợ lý đắc lực cho tư lệnh mặt trận, Fyodor Tolbukhin. Tháng 5/1944, ông được điều sang làm Tham mưu trưởng Phương diện quân Ukraina số 3. Tháng 10/1944, Biryuzov trở thành tư lệnh tập đoàn quân số 37 thuộc Phương diện quân Ukraina số 3 và giữ cương vị này cho đến khi chiến tranh kết thúc. Biriuzov có công trong việc lên kế hoạch và triển khai kế hoạch đánh lui quân Đức khỏi Ukraina, rồi giải phóng Bulgaria và Nam Tư.
Khi chiến tranh kết thúc, Biryuzov được cử làm tư lệnh lực lượng Liên Xô ở Bulgaria. Từ năm 1947 đến năm 1955, Biryuzov trải qua nhiều vị trí khác nhau. Ngày 11/3/1955, Biriuzov được thăng hàm Nguyên soái Liên Xô. Từ tháng 4/1955 đến tháng 4/1962, Biryuzov làm Tư lệnh Quân chủng Phòng không Liên Xô. Sau đó, chuyển sang làm Tư lệnh Bộ đội Tên lửa Chiến lược. Năm 1963, ông trở thành Tổng Tham mưu trưởng Quân đội Liên Xô.
Ngày 19/10/1964, Biryuzov hy sinh trọng một tai nạn máy bay ở đỉnh núi Avala gần Belgrade.

## Khen thưởng
- Anh hùng Liên Xô (ngày 1 tháng 2 năm 1958)
- Anh hùng Nhân dân Nam Tư (1964)
- 5 Huân chương Lenin
- 3 Huân chương Cờ Đỏ
- Huân chương Suvorov hạng nhì và hạng nhất
- Huân chương Kutuzov hạng nhất
- Huân chương Bogdan Khmelnitsky